# Thomas Augustine Geary
Thomas Augustine Geary   (1775 - novembre 1801) fou un compositor, pianista i organista irlandès, amb un talent precoç especialment en l'escriptura vocal i de piano.
El nom original de Geary era Timothy; Se suposa que va triar "Thomas Augustine" com a nom de l'artista en admiració per Thomas Arne. Va ser un corista i erudit coral a la catedral de Sant Patrici, Dublín, on va assistir ocasionalment a l'organista oficial de la catedral, Philip Cogan. El 1792, va interpretar un concert de Dussek en un concert benèfic a la Rotunda de Dublín, en el qual també va actuar un dels seus cançonetistes, "Soft is the Zephyr's Breezy Wing". Segons W. H. Grattan Flood, Geary va estudiar al "Trinity College" de Dublín, però no hi ha proves per aquesta afirmació. Segons una font del 1818, "treballant amb certa depressió mental es va precipitar de la casa i es va ofgar al canal". Segons Brian Boydell, "la seva prematura mort va robar sens dubte a la música irlandesa d'un talent sensible i prometedor".
Geary va ser el primer compositor irlandès que va explorar sistemàticament la forma d'aires populars o cançons populars amb variacions, molt exigents a la seva època. També va excel·lir en l'escriptura vocal, impressionant amb una notable maduresa i sensibilitat en la definició de paraules i excel·lents acompanyaments de piano. Moltes de les seves cançons i peces de piano van ser reimpreses a Londres i els Estats Units durant dècades després de la seva primerenca mort.